# The Girl God Made for Jones
The Girl God Made for Jones è un cortometraggio muto del 1917 diretto da Richard Foster Baker e prodotto dalla Essanay di Chicago.

## Produzione
Il film fu prodotto dalla Essanay Film Manufacturing Company.

## Distribuzione
Distribuito dalla General Film Company, il film - un cortometraggio di due bobine - uscì nelle sale cinematografiche USA il 2 gennaio 1917.